# جاك-رايموند تريمبلي
جاك-رايموند تريمبلي هو سياسي كندي، ولد في 31 أغسطس 1923 في سوريل-تريسي في كندا، وتوفي بنفس المكان في 2 أغسطس 2012. نشط حزبياً في الحزب الليبرالي الكندي وحزب كيبيك الليبرالي. وقد انتخب عضو الجمعية الوطنية في كيبك ‏ وانتخب عضو مجلس العموم الكندي.